# American Life
American Life é o nono álbum de estúdio da artista musical americana Madonna. O seu lançamento ocorreu em 21 de abril de 2003, através das editoras discográficas Maverick e Warner Bros. A concepção do trabalho teve início após os ataques de 11 de setembro de 2001, quando a musicista começou a procurar por uma explicação apropriada para evento e para a consequente Guerra do Iraque. As gravações do álbum ocorreram entre 2001 e 2003 em estúdios nos Estados Unidos e no Reino Unido, com a produção de Madonna, Mirwais Ahmadzaï e Mike "Spike" Stent. Em termos musicais, American Life é um álbum musicalmente derivado dos gêneros folktronica, electroclash e eurotechno, fundindo-os com elementos do rock e da música acústica. Considerado um álbum conceitual, o material trata de temas como o sonho americano, o materialismo, rejeitando a reputação de garota materialista que a artista tinha desde os anos 1980, e o mundo glamoroso de Hollywood, com "Mother and Father" tratando de sua infância.
American Life recebeu análises geralmente mistas de críticos musicais, que embora tenham elogiado sua consistência, o descreveram como um projeto "sobre Madonna" e o acharam confuso. Comercialmente, obteve um desempenho positivo, embora não ao ponto dos discos anteriores da intérprete, atingindo a primeira posição de tabelas musicais de países como Áustria, Bélgica, Canadá e Reino Unido. Em território estadunidense, converteu-se em seu quinto álbum a conquistar a posição máxima da tabela Billboard 200, comercializando 240 mil unidades em sua semana de lançamento. No entanto, as vendas na semana seguinte foram reduzidas em 63%. Consequentemente, recebeu uma certificação de platina pela Recording Industry Association of America (RIAA) denotando vendas de um milhão de cópias nos Estados Unidos. Mundialmente, foi o trigésimo segundo disco mais adquirido de 2003 e comercializou um total de cinco milhões de unidades, sendo um dos menos vendidos da intérprete.
Foram lançados quatro singles do disco, o primeiro foi a faixa-título, que foi universalmente recebida de maneira negativa pela crítica especializada; a revista Blender listou-a como a décima pior canção de todos os tempos. Obteve um desempenho positivo, atingindo o topo das tabelas do Canadá, da Dinamarca, da Itália e da Suíça, enquanto listou-se no número 37 na estadunidense Billboard Hot 100. Seu vídeo musical retratou um desfile com temática militar "anti-moda", mas sua estreia foi cancelada devido à violência contida. Foi então produzido um segundo vídeo musical, que apresenta Madonna cantando em frente a bandeiras de várias nações. O segundo, "Hollywood", embora tenha obtido um resultado comercial positivo ao redor do mundo, tornou-se a primeira canção da artista desde 1983 a não entrar na tabela supracitada. Os outros dois, "Nothing Fails" e "Love Profusion", não repetiram o sucesso dos anteriores. Entretanto, os quatro singles do álbum atingiram a primeira posição da Hot Dance Club Play.
Para promover American Life, Madonna fez uma turnê promocional American Life Promo Tour, pouco após o lançamento do disco, distribuiu "Nobody Knows Me" como single promocional, apresentou-se em programas televisivos e nos MTV Video Music Awards de 2003, sendo que, nesse último, ela dividiu o palco com as artistas Missy Elliott, Britney Spears e Christina Aguilera e juntas interpretaram "Like a Virgin", "Hollywood" e "Work It". Durante a apresentação, Madonna beijou as duas últimas na boca, gerando grande repercussão na mídia e junto ao público. No ano seguinte, ela excursionou com a turnê Re-Invention Tour, que converteu-se na mais bem sucedida de 2004, arrecadando cerca de 125 milhões de dólares e foi registrada no documentário I'm Going to Tell You a Secret — o qual resultou no registro de mesmo nome que tornou-se o primeiro álbum ao vivo da carreira de Madonna.

## Antecedentes e desenvolvimento

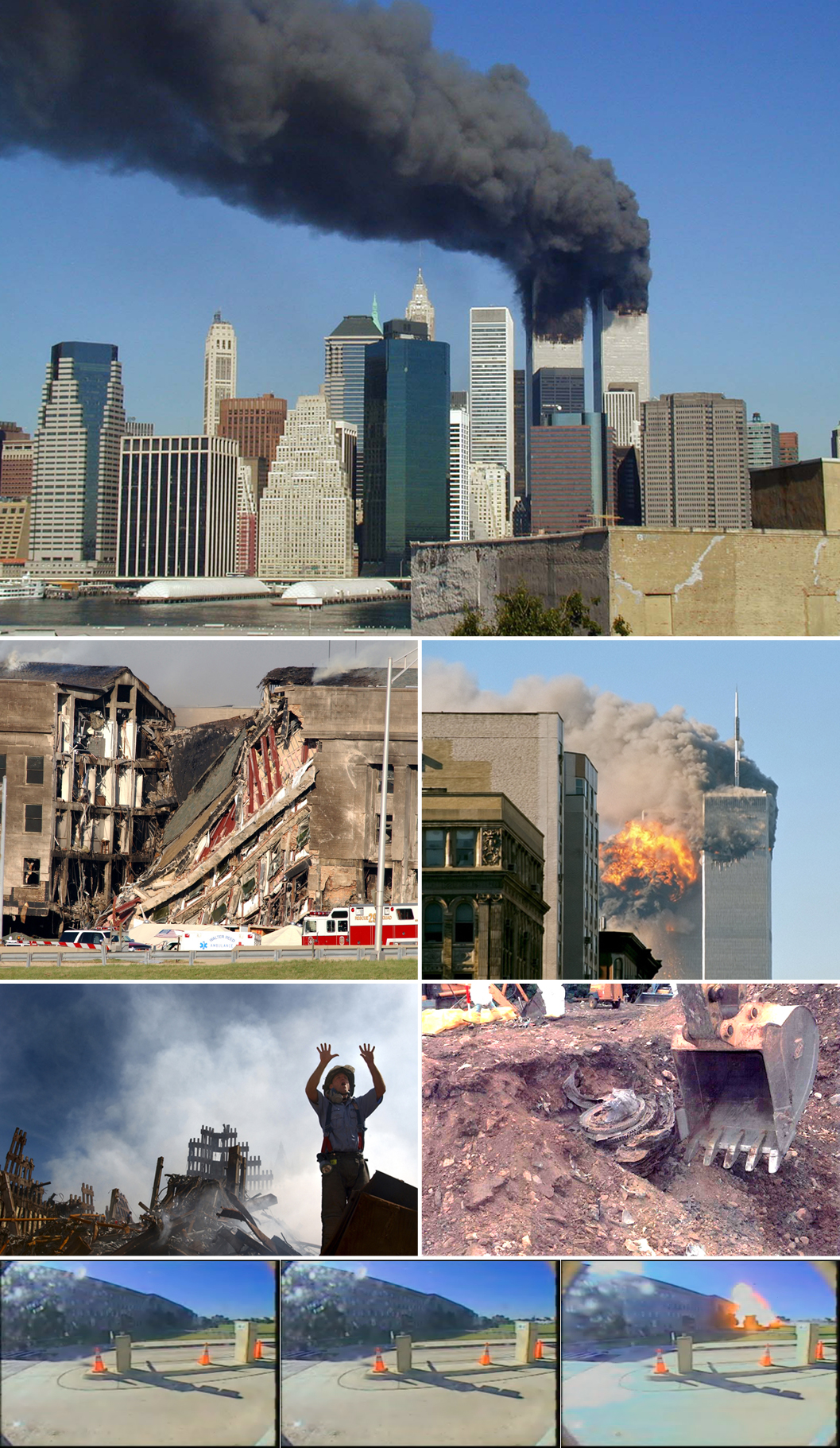
Os ataques de 11 de setembro de 2001 (imagem) influenciaram Madonna a desenvolver o álbum.

No começo da década de 1990, Madonna se concentrou em trabalhos com temáticas sexualmente provocantes, como o livro de imagens eróticas Sex, seu álbum inspirado no sadomasoquismo Erotica e no filme de terror erótico Body of Evidence, todos em 1992, os quais ela posteriormente deduziu ter feito devido à "muita fúria e raiva" dentro de si. Entretanto, no começo do novo milênio, a artista estava vivendo uma vida mais calma, introspectiva e saudável com seu marido Guy Ritchie e seus filhos Lourdes e Rocco. De acordo com o biógrafo J. Randy Taraborrelli, a presença de Ritchie na vida de Madonna causou um efeito calmante nela, tornando-a mais madura e paciente.
Concentrada em sua carreira musical, a musicista focou-se em sua turnê Drowned World Tour no ano de 2001. Em 11 de setembro daquele ano, membros do grupo terrorista Al Qaeda sequestraram dois aviões comerciais e os lançaram deliberadamente contra o World Trade Center, resultando na morte de cerca de 3 mil pessoas. O trágico evento causou um efeito profundo na sociedade americana; o clima cultural tornou-se sombrio, a bolsa de valores sofreu grande recessão financeira e habitantes ficaram com trauma e paranoia. Pessoas, incluindo a própria Madonna, começaram a levantar questões sobre a cultura dos Estados Unidos e o sonho americano, que havia sido um ideal duradouro para muitos. Quando iniciou a concepção de seu nono álbum, a artista queria respostas para suas perguntas e uma explicação apropriada para os ataques de 11 de setembro de 2001, bem como para a consequente Guerra do Iraque. Ela acreditava que os meses posteriores à guerra levaria a um ambiente politicamente carregado em todo o país, e queria expressar isso no álbum.
Assim como em seu disco anterior Music (2000), Madonna contou com a ajuda do disco-jóquei (DJ) e produtor francês Mirwais Ahmadzaï para trabalhar com ela. Sempre interessada em adaptar-se juntamente com sua música em composições contemporâneas, a musicista inspirou-se em álbuns de Massive Attack e Lemon Jelly. Madonna explicou dizendo: "Nós tentamos juntar os dois mundos, o da música acústica e da eletrônica", e adicionou: "É mais um passo, mas eu nunca quis me repetir. Eu não quero me repetir ou fazer o mesmo disco duas vezes". American Life tornou-se o último álbum de Madonna com a Maverick, marcando o fim de um contrato de 11 anos com a gravadora. Em uma entrevista para o canal VH1 intitulada Madonna Speaks, a artista discutiu seus vintes anos na indústria musical e revelou suas motivações por trás do trabalho, além de discutir sobre a importância dada pelo homem às "coisas materiais". A estadunidense concluiu: "Eu som bem sucedida, estou nos negócios há 20 anos, tenho um monte de coisas materiais e crenças sobre elas, e olhei para mim mesma a 20 anos atrás e percebi que muitas coisas que eu valorizava não tem importância". Discutindo seus pensamentos durante a concepção do álbum, a intérprete explicou à revista Q sobre como os seus 20 anos de permanência na indústria musical a fizeram ter uma opinião correta sobre a fama, a fortuna e os perigos da vida pública e que isso seria refletido em seu novo trabalho.

## Escrita e inspiração

O mundo glamoroso de Hollywood (imagem) foi um dos assuntos que Madonna refletiu na composição do disco, especialmente na segunda faixa, "Hollywood".

Quando começou a compor faixas para American Life, Madonna inspirou-se por diferentes situações, como quando ela tinha uma ideia durante suas aulas de violão ou quando Ahmadzaï lhe enviava uma demo sem a progressão harmônica básica. As canções do disco e suas letras foram desenvolvidas dessa maneira. Explicando o processo de composição, a intérprete disse à revista Q: "A música tem que sacudir meu cérebro em termos de letras. Às vezes, eu escrevo versos livres. Eu tenho um diário e anoto ideias que tenho a partir de jornais e livros". Madonna também lembrou do pessimismo do produtor em relação à sociedade ao redor deles, e as longas discussões que tinham à noite, o que acabou refletindo nas composições, como a ansiedade que eles sentiam. O disco foi considerado um "álbum conceitual" com temas baseados na situação política dos Estados Unidos, com a musicista explicando que sentia que o país "mudou ao longo dos anos e que muitos dos nossos valores parecem ter uma orientação material e tão superficial. E todos parecem estar obcecados com a fama a todo custo, não importava se para isso tiver que — por exemplo — vender a alma ao Diabo, se for necessário". Ela lembrou que foi além de tais ensaios e essas reflexões foram colocadas nas três primeiras canções do disco: a faixa-título, "Hollywood" e "I'm So Stupid". O editor da MTV News, John Norris descreveu-as como uma "trilogia" e uma indicação da reavaliação de Madonna em relação à sua vida, enquanto discute coisas que ela queria deixar no passado. Madonna concordou em partes, afirmando que as obras são extensões umas das outras e retratam seu desejo de dar importância a coisas menos dignas de dinheiro, e como ela poderia sair dessa "ilusão". A artista discutiu com a MTV os temas materialistas do álbum e seus conflitos pessoais que resultaram na composição, dizendo:
| “ | Quem seria melhor para dizer que essas coisas não importam do que alguém que as experimentou? [As pessoas podem dizer] 'Como você pode dizer que o dinheiro não lhe trará felicidade se você não o tiver? Como você pode dizer que a fama e a fortuna não são uma garantia de felicidade, alegria e satisfação em sua vida?'. Você tem que experimentar para saber. Porque quando se tem essas coisas, como eu as tive e não ganhei nada além de caos ao meu redor. Então, estou apenas compartilhando o que sei com o mundo. Porque acho que nós vendemos que ser ricos e famosos é perfeito, nossa sociedade acreditou. E eu só quero dizer às pessoas: "Acredite, eu tenho todas essas coisas e nenhuma delas me trouxe um minuto de felicidade. | ” |

O mundo glamoroso de Hollywood também é refletido no conteúdo lírico do projeto, principalmente na faixa título. Descrevendo-a como uma metáfora, Madonna disse que "em Hollywood você pode perder sua memória e sua visão do futuro. Você pode perder tudo e até a si mesmo". O começo do álbum descarta o que não é importante para a artista, de modo que ela pôde concentrar-se no que importa. Por isso, ao contrário das três primeiras músicas, as últimas canções de American Life também lidam com questões próximas ao coração da artista, como falar sobre sua relação com seus pais em "Mother and Father". Quando a intérprete tinha cinco anos, sua mãe faleceu de câncer de mama, e segundo Madonna, o número foi "uma maneira de abandonar a tristeza e seguir em frente". De acordo com Lucy O'Brien, autora de Madonna: Like an Icon, outro conceito do trabalho foi o "nada". Isso é evidenciado no título de canções como "Nobody Knows Me", o uso do "não" em "Love Profusion" e em "Nothing Fails". O uso do tom negativo levou a artista a ser sarcástica nas hipóteses das pessoas sobre ela e enfatizar seu reconhecimento do amor romântico. Entretanto, "Nothing Fails", Intervention" e "X-Static Process" tornaram-se a peça central do álbum como um tríptico de canções amorosas para Ritchie, marido de Madonna na época. Começando como uma faixa que foi composta pelo músico e produtor Guy Sigsworth para sua esposa, a primeira música possui letras elaboradas por Jem Archer — creditada como Jem Griffiths nos créditos do disco —, que foi convidada a colaborar com a intérprete e Sigsworth durante as primeiras sessões colaborativas de American Life. O número é seguido por "Intervention" e "X-Static Process", ambas derivadas do folk e sendo reflexivas e emocionais. O modo reflexivo da musicista continuou na última composição "Easy Ride", inspirada pela imagem do ciclo da vida. As letras da canção abordam o sentido da existência da vida para ela.

## Gravação
Quando as pessoas falam sobre dance music, elas falam sobre funk, mas isso não é o fim para mim. Trata-se do funk e do electro, como Kraftwerk, especialmente Man Manchine, [e] o trabalho do final dos anos 1970. A mistura desse som europeu e o som negro americano criou o electro, o techno e o rap. Eu tento fazer a conexão entre o som europeu o som negro do soul. Eu não quero me restringir.

—Ahmadzaï discutindo suas influências para a produção de American Life, citando os loops e o trabalho da banda alemã de música eletrônica Kraftwerk.
American Life foi totalmente produzido por Madonna e Mirwais Ahmadzaï — com o auxílio de Mike "Spike" Stent em duas faixas —, sendo a maior parte das canções compostas por ambos. Madonna e Ahmadzaï já haviam colaborado juntos no álbum antecessor à American Life, Music (2000). As sessões de gravação começaram no final de 2001, mas foram suspensas porque a artista estava filmando Swept Away em Malta e participando da peça Up for Grabs. Ela retomou as sessões, nos estúdios Olympic Studios e Sarm West Studios em 2002, e finalizou em Londres e Los Angeles no começo de 2003. Para a instrumentação contida em algumas músicas, Ahmadzaï tocou as guitarras e Stuart Price tocou piano. Tom Hannen e Simon Changer trabalharam na assistência de engenharia em todas as sessões de gravação.
Ao contrário de Music, Madonna também selecionou Ahmadzaï como compositor em American Life para que pudesse se adaptar ao estilo e ao som dos produtores. AAhmadzaï explicou que há algumas influências de seu trabalho no álbum, mas a intérprete queria uma estrutura mais minimalista no disco. Isso foi benéfico para ele, já que não gostava de trabalhar com muitas pessoas e, portanto, essa colaboração tornou-se mais estreita. Uma vez que a música eletrônica já era popular, o produtor sentiu que era necessário voltar às origens urbanas do gênero e focar na composição, em vez dos aspectos técnicos de gravação e mixagem. Descrevendo isso como uma "composição modificada", ele disse que o conceito "pode parecer simples no começo, até mesmo 'áspero'. Mas quando você presta atenção, há muita tecnologia debaixo disso tudo". Essa abordagem foi imperativa para American Life. Gravado em três estúdios diferentes, usando as próprias engrenagens de Ahmadzaï e os consoles de mixagem SSL, o produtor disse para a revista Remix que eles tentaram "produzir muitas faixas para fazê-las soarem mais ásperas, em vez da produção normal do pop internacional. Nós quisemos fazer algo totalmente moderno e futurista, mas que não fosse muito aparente. Você tem que ser muito minimalista e escolher cada som cuidadosamente. Algumas faixas foram compostas em grandes estúdios; isso pode ser muito perigoso, porque você pode perder a perspectiva. Mas todas as direções iniciais das canções foram feitas no meu estúdio caseiro".
American Life é repleto das técnicas de produção características de Ahmadzaï, como vocais e instrumentos gaguejantes, tons oscilantes que lembram as pulsações dos sonares dos anos 1950, vocais montados constituídos de grunhidos e tratamentos que fazem a música congelar no meio dos ritmos. O produtor esperava que o uso da gagueira nos vocais se tornassem comuns no mundo das gravações do futuro. Ele acreditou que as pessoas pensavam que não era natural pular e gaguejar na música; contudo, utilizou isso para criar um novo groove. Com a ajuda do hardware Pro Tools, Ahmadzaï congelou o áudio em qualquer ponto que quisesse para mudar o ritmo das faixas. Madonna discutiu a gravação de "American Life", declarando que o produtor a incentivou a rimar espontaneamente sobre os objetos materialistas que ela citou. Eles fizeram uma ruptura instrumental na faixa, no qual Ahmadzaï encorajou a intérprete a adicionar um rap sobre sua vida cotidiana. Ela adicionou: "Eu estava sempre tomando cafés com leite de soja no estúdio, e [enquanto] dirigia meu Mini Cooper até lá, fiquei tipo 'Ok, me deixe falar sobre as coisas que eu tô afim'. Então, eu fui e improvisei totalmente, e obviamente foi malfeito no início, mas liberei todos meus pensamentos, escrevi tudo que disse e aperfeiçoei o tempo [das rimas]. Foi totalmente espontâneo".

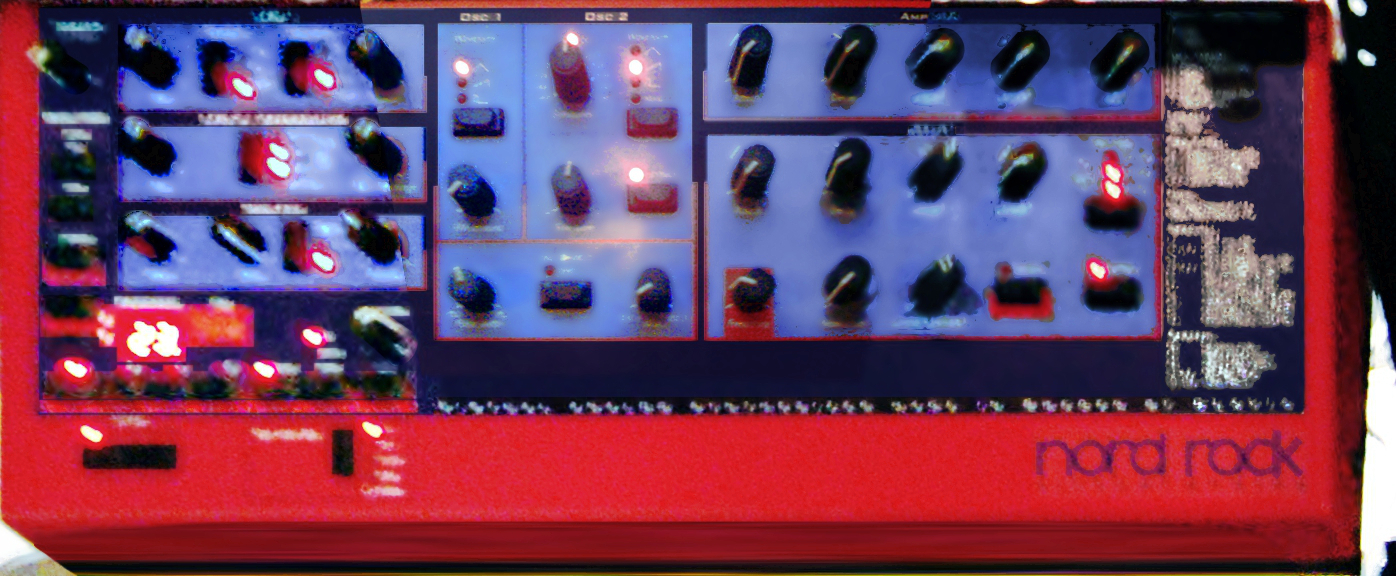
Inicialmente, Ahmadzaï utilizaria o sintetizador Nord Lead, com múltiplas funções de filtragem, na canção "Hollywood". Entretanto, enfrentou problemas com o produto e teve que terminar a faixa com um mixer Yamaha O2R.

Em "Hollywood", Ahmadzaï usou bateria e percussão de um E-mu Emulator e também adicionou sons extras de bateria para dar à canção uma sensação antiga e disco. Querendo obter um som alto de um sintetizador, o produtor usou um Nord Lead com muitas manipulações de filtragem. Todavia, ele enfrentou problemas com o produto e teve que terminar a faixa com um mixer Yamaha O2R. Ahmadzaï não queria que o tema soasse como as músicas tocadas em boates, e gravou os vocais de Madonna com compressão pesada nos fones de ouvido da cantora. Duas máquinas foram utilizadas para a edição vocal do número. Madonna preferiu o plug in Auto-Tune Antares, enquanto Ahmadzaï escolheu um pitch shifter AMS. Ela queria usar Auto-Tune para dar à composição um estilo dance, embora o produtor fosse contra. Em "I'm So Stupid"; os vocais foram congelados com um Roland VP-9000. Quando Madonna canta "Aaaaaahhhhhh", sua voz congela e o processo parece soar natural, mas na realidade não. Quando acrescentou batidas a canção, Ahmadzaï experimentou mudar o tempo delas usando um programador de baterias Logic Pro. Ele combinou diferentes amostras de faixas que havia produzido anteriormente, e continuou tentando até que algo novo fosse desenvolvido. A mixagem das faixas ficou a cargo de Mark "Spike" Stent e ocorreram nos Westlake Recording Studios em Hollywood, Califórnia, enquanto Tim Young masterizou-as no Metropolis Studios em Londres. Michel Colombier responsabilizou-se pelo arranjo de cordas, com Geoff Foster encarregando-se da engenharia das cordas, as quais foram conduzidas no AIR Studios em Londres.

## Composição
'Mother and Father' é uma maneira de eu me libertar da dor causada pela morte da minha mãe, mas sem me colocar em uma medalha para encontrar meu caminho na vida sem mesmo pedir compaixão porque eu passei por um momento difícil. Não usando a canção como uma desculpa, como: 'sou rebelde porque sofri muito quando criança'. Todas essas desculpas são um desperdício pois, no final, você tem de ser responsável por seus próprios atos.

—Madonna discutindo "Mother and Father".
Musicalmente, American Life consiste de faixas predominadas pelos gênero folk, fundindo elementos da música eletrônica. Também possui influências da música acústica em diversos números. Sal Cinquemani, da revista Slant, notou a influência do primeiro gênero citado, dizendo que "American Life é um disco folk na mais pura definição do termo — e isso é refletido exatamente em seu título". Greg Kot, periodista do Chicago Tribune, adjetivou-o de um trabalho "electro-folk" com batidas eletrônicas e arrotos sintéticos. Chuck Arnold, da Billboard, descreveu a sonoridade do trabalho como "folktronica", enquanto Ben Ratliff, em sua crítica à Rolling Stone, definiu-o como um "eurotechno diluído". Jon Pareles, escrevendo para o The New York Times, caracterizou o som do produto como uma "mistura de palhetas acústicas, baterias eletrônicas e linhas de sintetizadores agitados e vibrantes", acrescentando que "a guitarra sinaliza a sinceridade de uma cantora e compositora, enquanto todos os aparelhos adicionam a pegada retro da música synth-pop agora sendo revivida sob o nome de electroclash".
Formado por onze faixas, o projeto começa com a faixa-título. Iniciando-se com a voz multi-monitorada de Madonna questionando; "Deveria mudar o meu nome? / Isto vai me levar a algum lugar? / Deveria perder peso? / Eu vou seu uma estrela?", as letras se desenvolvem no que foi descrito por Rikky Rooksby, autor de The Complete Guide to the Music of Madonna, como uma reclamação sobre a vida moderna. Ela também questiona a superficialidade desta e do sonho americano. O conteúdo lírico acompanha um "sintetizador incisivo de uma oitava" sincronizado com uma batida de bateria e sons de baixo. Depois de três minutos, a artista faz rimas nomeando as pessoas que trabalham para ela. "Hollywood", segundo single do álbum, é a faixa seguinte. A música é introduzida com cantos de pássaros, antes de ser iniciado um violão com uma sequência de quatro acordes que foi comparada com canções da banda Red Hot Chili Peppers. A textura cresce com a adição de baterias e sintetizadores; após um minuto, o instrumental é retirado, deixando apenas os vocais da artista com o acompanhamento do violão. Durante a sequência final, ela rima, assim como na música anterior, repetindo as frases; "Todo mundo vem para Hollywood / Eles querem se dar bem na vizinhança / Eles gostam do cheiro de Hollywood / Como poderia te machucar se parece tão bom?". Liricamente, esta faixa discute a cultura americana em que o foco principal é o bairro de Hollywood, na Califórnia, que é retratado aqui como um lugar de estrelas e sonhos ilusórios.
A obra seguinte, "I'm So Stupid" apresenta uma introdução de dois acordes feita em uma guitarra elétrica que leva a uma pequena batida de bateria, com mais um acorde sendo posteriormente acrescentado. A composição apresentada ao longo da faixa é geralmente menor, mas aos dois minutos e quinze segundos, diferentes sintetizadores agudos mudam loucamente; perto do fim, eles se tornam menos proeminentes ao passo em que as guitarras se tornam o foco principal. Liricamente, expressa a desilusão, com Madonna interpretando; "Eu vivia em um sonho confuso" e "foi apenas ganância"; proclamando também que foi "mais do que estúpida" antes de cantar "todos são estúpidos" ao fim da música. Segue-se "Love Profusion", que começa com uma introdução de violão, com o ritmo sendo produzido por um bumbo e sintetizadores vindo a ser adicionados. Vocalmente, a linha; "Eu tenho você debaixo da minha pele" é repetida, enquanto uma voz masculina age como apoio para a faixa conforme as palavras finais; "sinto bem" vão sendo ouvidas sem nenhum instrumental de apoio. "Nobody Knows Me" é o quinto número e apresenta vocais tratados com vocoder. Sua instrumentação é acompanhada por sintetizadores que emitem bipes e percussões em uma determinada parte.O título é repetido ao longo da canção, conforme Madonna referencia a "alienação social", cuja frase também é repetida. Recorrente em American Life, a introdução de violão é novamente utilizada na sucessora "Nothing Fails". O instrumento é acompanhado por uma seção de bateria "iluminada" e Madonna usando uma voz baixa. A canção também apresenta um violoncelo na primeira parte, e um coral de igreja na segunda. Uma referência à "árvore da vida" é feita durante a composição quando a artista declara não ser religiosa mas deseja rezar.
Violões introduzem a sétima canção "Intervention". Ela se inicia com uma pequena sequência de três acordes, que mudam para quatro durante o refrão, e uma seção de baixo começa ao final da faixa. Liricamente, é um número otimista que trata de como um relacionamento vai durar, com Madonna dizendo que; "A estrada parece solitária, mas isso é apenas o jogo de Satanás". A música seguinte "X-Static Process" começa com a introdução de violões, com harmonias vocais sendo apresentadas ao longo da composição, além de uma parte com órgão sendo ouvida. Suas letras, tal como a faixa-título, questionam a vida moderna, com a artista cantando: "Jesus Cristo, você olha para mim? Eu não sei quem eu devo ser". "Mother and Father" é a nona faixa e conta com um batida emparelhada de bateria e baixo; uma guitarra elétrica também está presente no instrumental. Em termos líricos, aborda a infância da cantora incluindo a morte de sua mãe e a reação de seu pai ao ocorrido, bem como o efeito em sua relação com ele. Penúltima canção, "Die Another Day", música-tema do filme homônimo de James Bond, contém cordas predominantes e partes de sintetizadores. Apresenta referências ao neurologista austríaco Sigmund Freud nas linhas "Sigmund Freud / Analise isto" que, assim como outros versos, serviram como a interpretação feita  do enredo do filme pela vocalista. Em entrevista à publicação Genre, ela disse que o conteúdo tratava de "destruir seu ego, e essa é a justaposição da metáfora da luta entre o bem e o mal, [que] se passa dentro de todo o universo de Bond". A última obra, "Easy Ride" é altamente guiada por cordas. Retrata os sentimentos de Madonna em relação à velhice, querendo viver para sempre, e fechando o círculo a um ponto em sua vida onde ela quer se sentir confortável.

## Capa e lançamento
Em 2003, Madonna sugeriu estar em um estado de espírito revolucionário, levando a discussões jornalísticas de que outra reinvenção iria ocorrer em sua imagem. Ainda recuperando-se do fracasso comercial de Swept Away, ela mudou completamente sua imagem pública passando a usar trajes militares, com inspirações providas de fotos do líder guerrilheiro argentino Che Guevara. A dupla francesa de design M/M Paris, formada por Michael Amzalag e Mathias Augustyniak, responsabilizou-se pela capa de American Life. Eles são conhecidos por seus trabalhos com músicos, e a cantora contratou-os após discutir o conceito por seis minutos. A sessão fotográfica para o disco foi feita por Craig McDean em janeiro de 2003 em Los Angeles, Califórnia, e teriam custado 415 mil dólares. O fotógrafo já havia trabalhado com a vocalista para a capa de outubro de 2002 da Vanity Fair; esta sessão teve uma temática militar, com Madonna posando com figurinos de cor verde escura e preta, botas de combate e armas.

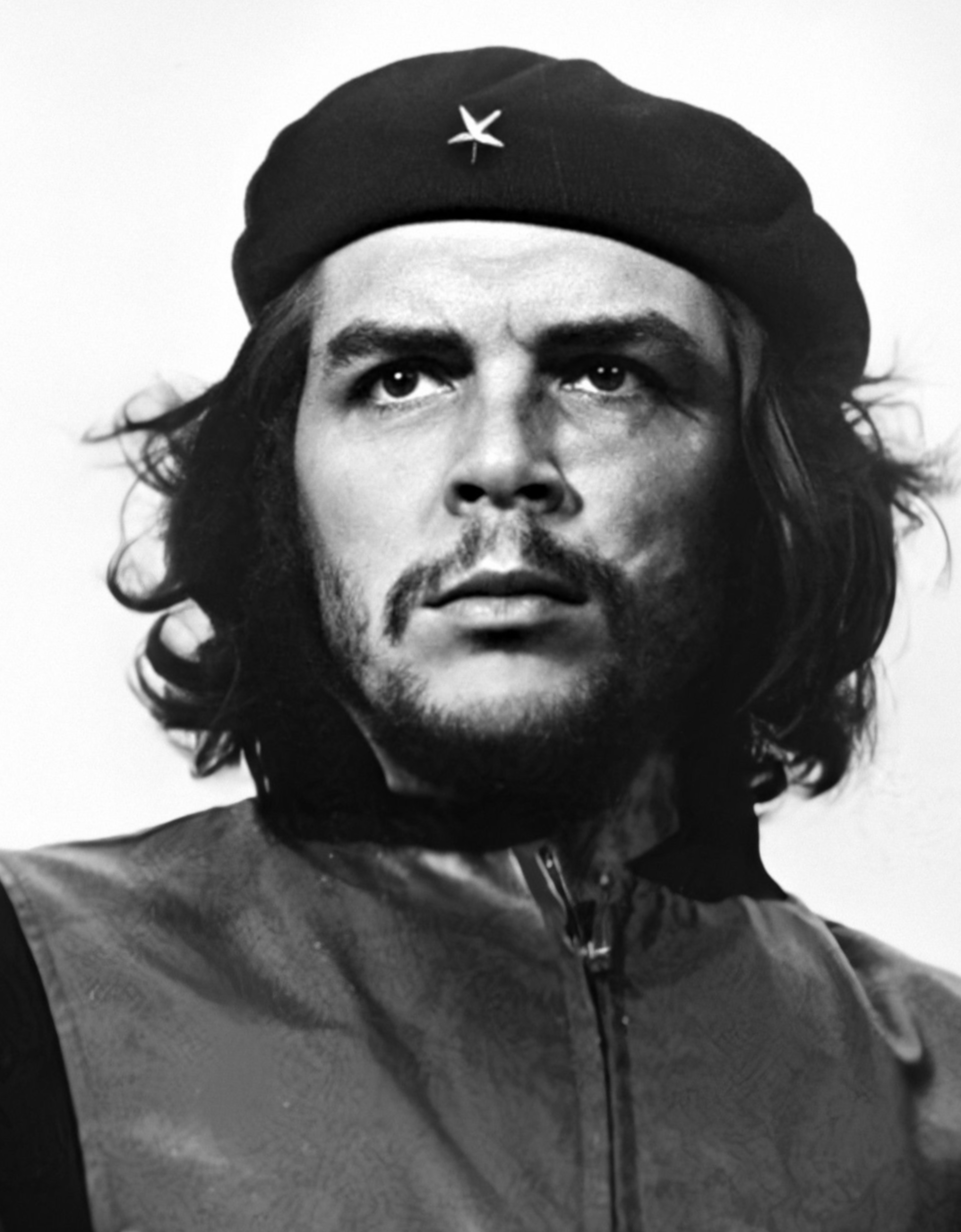
O líder guerrilheiro argentino Che Guevara foi considerado a principal inspiração para a capa do disco. O seu famoso retrato de Guerrilheiro Heroico (imagem) foi ressuscitado na capa do álbum.

Assim como na contracapa de Like a Prayer (1989), o cabelo de Madonna foi pintado de castanho escuro para representar "seriedade" e, na capa de American Life, ela usou uma boina e reviveu o famoso retrato Guerrilheiro Heroico de Guevara. Em uma entrevista à revista Veja, a musicista descreveu-o como "um ícone instantaneamente identificado com um espírito de revolucionário" e disse: "Isso vale para o álbum todo: no atual momento, eu me sinto num estado mental revolucionário". Em seu livro Madonna's Drowned Worlds: New Approaches to Her Subcultural Transformations, o autor Santiago Fouz-Hernández escreveu que a inclusão de Guevara como uma inspiração para a capa foi uma das muitas instâncias da estadunidense em incorporar a identidade hispânica e a subcultura latina em seu trabalho. Devido ao seu tema paramilitar, o cabelo pintado e a composição artística foram comparados com infames fotos da década de 1970 da herdeira jornalística Patty Hearst, após seu sequestro em 1974. A capa também possui letras estampadas em estilo militar. As palavras "American Life" foram escritas na cor vermelha — de sangue — e tem um estilo punk-rock. Dentro do encarte, Madonna carrega uma metralhadora Uzi e faz várias poses de artes marciais, soletrando seu nome. No fim de 2003, ela abandonou a imagem militar completamente e seguiu com um estilo sutil e de tom baixo, semelhante à de um escritor ou filantropo.
Em uma entrevista dada em outubro de 2002 para Larry King, a cantora disse que queria dar ao disco um nome hebraico. Ela considerou Ein Sof, que significa infinito, como um possível título para o álbum. Entretanto, conforme os meses se passavam e o projeto tornou-se uma meditação na dificuldade de levar um lado espiritual na indústria glamorosa, o título foi mudado para Hollywood, com a artista explicando que esta era "uma reflexão do meu estado espiritual e uma visão do mundo nesse momento". A vocalista, contudo, ainda não satisfez-se com o nome, e decidiu mudar para American Life.
American Life é o segundo CD de Madonna a apresentar o selo Parental Advisory, após Erotica (1992), devido aos palavrões usados na canção homônima. O trabalho foi lançado em 21 de abril nos Estados Unidos e, oito meses depois, a Warner Music France lançou uma caixa especial contendo ele e o álbum de remixes Remixed & Revisited, em uma caixa de papel-cartão intitulada Édition Spéciale 2CDs: American Life + Remixed & Revisited. Para combater os downloads ilegais tanto antes quanto depois do lançamento do álbum, os associados da artista criaram vários arquivos falsos de MP3 de duração e tamanho semelhantes aos originais. Alguns desses arquivos continham uma breve mensagem da cantora dizendo "Que diabos você pensa que está fazendo?", seguida por minutos de silêncio. No entanto, a página de Madonna foi invadida pouco antes do lançamento de American Life, e o invasor adicionou uma mensagem que apareceu na página principal, dizendo "É isto que penso que eu estou fazendo", seguida por links não-oficiais para baixar cada uma das canções do álbum. A página foi fechada por cerca de 15 horas após a invasão. Liz Rosenberg, assessora da artista, disse ao The Smoking Gun que o ocorrido era realmente uma invasão, e não uma estratégia de divulgação. A desfiguração foi ligada à Phrack, uma revista virtual, cujos representantes esclareceram que a publicação não "possui em nenhuma hipótese [qualquer] ligação com esse invasor" e que nem mesmo sabiam quem era ele. A página invadida também apresentou uma referência pejorativa à Digital Millennium Copyright Act (DMCA), lei federal que visa reprimir a pirataria digital e online. Além disso, o portal incluiu uma falsa proposta de casamento a Morgan Webb, apresentador do programa diário tecnológico The Screen Savers.

## Recepção

### Crítica profissional
| Críticas profissionais | Críticas profissionais |
| Pontuações agregadas   | Pontuações agregadas   |
| Fonte                  | Avaliação              |
| ---------------------- | ---------------------- |
| Metacritic             | (60/100)               |
| Avaliações da crítica  |                        |
| Fonte                  | Avaliação              |
| Allmusic               | [ 48 ]                 |
| Billboard              | (favorável)            |
| Entertainment Weekly   | (B-)                   |
| NME                    | (7/10)                 |
| Robert Christgau       | (mista)                |
| Rolling Stone          | [ 52 ]                 |
| Slant Magazine         | [ 20 ]                 |
| Spin                   | (B-)                   |
| Stylus                 | (F)                    |
| The Guardian           | [ 55 ]                 |

Em geral, American Life recebeu críticas mistas de críticos especializados em música contemporânea. O portal Metacritic, com base em dezessete resenhas recolhidas, concedeu ao disco uma média de sessenta pontos de uma escala que vai até cem, indicando "avaliações mistas ou positivas". Em matéria para a Billboard, Michael Paoletta observou as diferenças líricas de álbuns anteriores de Madonna, como Ray of Light, e resenhou positivamente American Life, dizendo que ele "depende menos da introspecção espiritual e mais do confronto do tipo mulher 'diante do espelho'". Com uma nota B-, Ken Tucker, da revista Entertainment Weekly, afirmou que em seu melhor, "o álbum oferece música contundente, questionadora e decisiva em um momento caótico, mas o seu ponto mais fraco, é [Madonna] soando como uma garota cuja felicidade com o marido e os filhos cresceu, bem como sua capacidade de contratar pessoas para ajudá-la". Dimitri Ebrlich, autor da Vibe, concedeu quatro de cinco estrelas e mencionou que a artista "se mantém firme" no álbum, acrescentando: "Esta pode ser a primeira vez que Madonna não se esforçou para explorar novos territórios, mas pelo menos ela escolheu um bom lugar para se acomodar". Sal Cinquemani, da revista Slant, atribuiu ao disco três estrelas e meia de cinco permitidas, afirmando que American Life não é uma "obra-prima" em comparação com seu álbum de estúdio de 1992, Erotica. Ele ainda o considerou "auto-indulgente, equivocado, difícil de ouvir, pateta e sem humor", mas também "consistente, intransigente e sem remorso", terminando com a dedução de que American Life foi a última vez que Madonna fez música sem o objetivo principal de atingir o sucesso. Em uma análise anterior, Cinquemani concluiu que depois de passar anos entre os subgêneros e finalmente encontrar seu nicho na música eletrônica, ela agora se mostrava uma cantora de folk-rock em ascensão, e a única coisa que lhe restava fazer era criar um álbum inteiramente composto por música rock.
Concedendo ao álbum três estrelas e meia de cinco totais, Ben Ratliff, da revista Rolling Stone, resumiu que "as mensagens do álbum são sisudas", mas elogiou Madonna por falar sobre a situação então atual da nação estadunidense. Johny Davis, da revista NME, deu uma nota 7 de 10 e avaliou que, tecnicamente, o álbum soava bem, mas parecia uma sequência desnecessária de outros projetos de Madonna, como Ray of Light e Music". Stephen Thomas Erlewine, crítico musical do banco de dados Allmusic, concedeu duas estrelas e meia de cinco permitidas e declarou que "American Life era melhor pelo que prometia do que pelo que entregava, e que era melhor na teoria do que na prática. Kelefa Sanneh, da revista Blender, atribuiu ao projeto três estrelas de uma escala de cinco, analisando que "é tão desarticulado como Music e muito mais áspero. [...] Sem qualquer história de apoio convincente, suas músicas são diminuídas". Em sua análise para a revista Q, Dorian Lynskey classificou American Life com três estrelas de um total de cinco, dizendo que "'Nothing Fails', a peça central do álbum, é tão boa como a desmancha-prazeres 'Live to Tell'. [...] [mas] não é de se estranhar que um disco sobre sentimentos confusos acabe soando confuso".
Jon Pareles, periodista do jornal The New York Times, sentiu que Madonna tentou ser honesta com o conceito do sonho americano, mas acabou produzindo canções semelhante ao "folk psicologicamente balbuciante" de compositores como Jewel. Escrevendo para a Spin, James Hannaham, deu uma nota B-, comparando os temas introspectivos do álbum com os dos discos anteriores da intérprete, como Ray of Light e Music, também observando que Madonna "passa boa parte de American Life lamentando o vazio da cultura de celebridades". Emitindo três estrelas de cinco, Alexis Petridis, do jornal britânico The Guardian, respondeu bem à partes do disco, resenhando que "as melhores faixas de American Life fazem piada de praticamente toda a música pop atual"; O autor, no entanto, concluiu que não haviam músicas boas o suficiente para salvar o álbum. Jessica Winter, do The Village Voice, chamou a voz de Madonna de "redundante" e comentou que "ela ironiza o 'sonho americano' só para conquistar pontos com seu marido inglês e articula uma frustração vaga, mas feroz, por sua posição escandalosamente privilegiada neste mundo". Ed Howard, da revista Stylus, fez uma crítica negativa, dizendo que era um álbum "sobre Madonna" em vez da cultura americana, explicando: "É Madonna que, surpreendentemente, acabou por ficar sem temas para explorar". Finalmente, Ian Young, da BBC, também realizou uma análise negativa, dizendo que "as músicas são sem graça e fracas, as letras são sem inspiração e egocêntricas e a música semi-Ibiza de fundo é nua e reciclada, estamos convencidos de que ela se perdeu".

### Prêmios e indicações
Em 2004, American Life foi indicado a 46.ª cerimônia dos Grammy Awards nas categorias Melhor Videoclipe de Formato Curto e Melhor Gravação Dance, ambas para "Die Another Day". A faixa também foi nomeada na categoria Melhor Vídeo de um Filme nos MTV Video Music Awards de 2003. Nos Hungarian Music Awards de 2004 e 2005, o projeto foi indicado duas vezes nas categorias de Álbum Internacional Pop do Ano, mas não conquistou nenhuma condecoração. Também foi nomeado a uma categoria similar nos NRJ Music Awards de 2004.

## Promoção

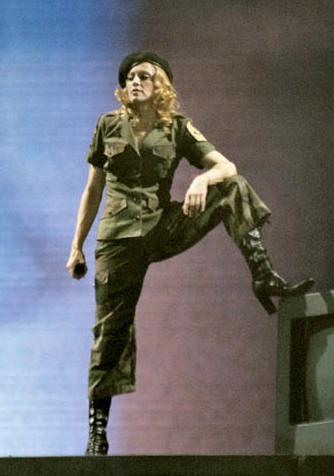
Durante várias ações para a promoção de American Life, bem como durante um ato da turnê Re-Invention (2004) (foto), Madonna apresentou-se trajando adereços militares.

Após o lançamento do álbum, Madonna iniciou uma pequena turnê, chamada American Life Promo Tour. Uma destas apresentações, feita nos estúdios do extinto programa televisivo Total Request Live em Nova Iorque, foi transmitida na MTV sob o nome Madonna on Stage & On the Record. No show, apresentado por Carson Daly, a cantora apresentou sucessos antigos e faixas do álbum e respondeu perguntas da plateia. A artista também se apresentou na loja HMV em Oxford, em um espetáculo restrito para 500 pessoas. Outra apresentação foi feita na Tower's Fourth Street em Manhattan para cerca de 400 pessoas. Foi construído um palco que contava com longas cortinas escuras e alto-falantes. De acordo com a Billboard, cerca de mil fãs puderam ver o concerto de perto. Em agosto de 2003, Madonna abriu a vigésima cerimônia dos MTV Video Music Awards ao lado de Britney Spears, Christina Aguilera e Missy Elliott. As duas primeiras iniciaram a performance com uma regravação de "Like a Virigin" (1984), de Madonna e, posteriormente, a intérprete surgiu em um bolo de casamento gigante caracterizada de noivo e beijou Spears e Aguilera na boca. Por último, Elliott surgiu em uma capela e cantou versos de "Work It". A apresentação gerou fortes reações da mídia e foi descrita pela MTV, organizadora do evento, como o melhor número de abertura da premiação. No mesmo ano, Madonna havia planejado em lançar uma caixa comemorativa aos seus 20 anos de carreira, bem como 20 anos do lançamento de seu primeiro álbum. Entretanto, isto foi cancelado e a artista lançou um álbum de remixes, intitulado Remixed & Revisited. A compilação apresenta quatro faixas de American Life remixadas, a apresentação dos Prêmios MTV Video Music de 2003 em áudio, uma mistura de "Hollywood" e "Into the Groove", intitulada "Into the Hollywood Groove", que conta com a participação de Elliott, e ainda uma faixa inédita, "Your Honesty", descartada do sexto álbum de estúdio de Madonna, Bedtime Stories (1994). Ainda no mesmo ano, a artista colaborou com o fotógrafo Steven Klein em um projeto de instalação de arte, chamado X-STaTIC PRo=CeSS. A instalação retratou Madonna em diferentes locais e aspectos, como a profeta de ioga, a rainha do surto e uma dançarina de pole dance. Foi um sucesso mundial, o que levou a ter exposições em Nova Iorque, Londres, Paris, Düssseldorf, Berlim e Florença.

### Re-Invention Tour

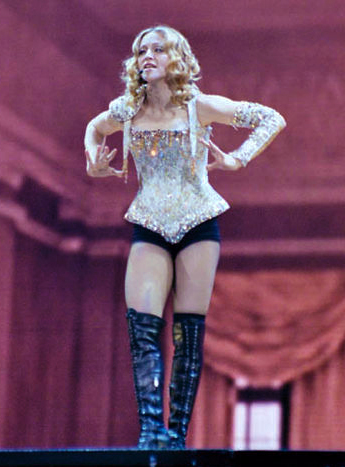
Madonna apresentando-se na turnê Re-Invention Tour.

Depois que as exposições do X-STaTIC PRo=Cess terminaram, Madonna se inspirou nas imagens do projeto e decidiu incorporá-las em sua sexta turnê, Re-Invention Tour, até então não planejada, e pediu para Klein ajuda-la. O pôster promocional da digressão consistiu em uma das imagens do projeto artístico. A turnê apresentou Madonna em vestidos típicos do século XVII. Seu tema central era a unidade contra a violência. Foi dividida nos segmentos French Baroque-Marie Antionette Revival, Military-Army, Circus-Cabaret, Acoustic e Scottish-Tribal. O X-STaTIC PRo=Cess serviu como o primeiro vídeo interlúdio dos shows da turnê, e foi misturado com a faixa "The Beast Within". Durante os Q Awards, Elton John alegou que a cantora estava utilizando playback nos espetáculos, o que gerou controvérsia; contudo, a assessoria de imprensa de Madonna negou tais alegações. A turnê recebeu aclamação universal da mídia especializada, a qual prezou os figurinos usados pela artista. Embora a Musicology 2004ever, de Prince, tenha sido inicialmente planejada para ser a turnê com maior arrecadação no ano de 2004, a Billboard anunciou que a Re-Invention Tour teve 55 dos seus 56 shows esgotados, com cerca de 896 mil e 787 dos 904 mil e 512 ingressos vendidos (resultando em 99% de público), arrecadando 125 milhões de dólares — 156 milhões em 2014. Com isto, tornou-se a turnê com maior arrecadação do ano. Durante os Billboard Touring Awards de 2004, recebeu o troféu de Top Tour, enquanto o seu organizador Caresse Harry venceu o de Top Manager.
Um documentário, intitulado I'm Going to Tell You a Secret, foi lançado em 21 de outubro de 2005 na MTV. Apresenta os bastidores da turnê e imagens de alguns shows da mesma. Foi liberado um CD+DVD de mesmo nome em 20 de junho de 2006. Tornou-se o primeiro álbum ao vivo lançado por Madonna. O CD consiste em 14 faixas de uma apresentação da digressão feita em Paris, enquanto o DVD consiste no documentário, bem como suas cenas deletadas, exibido nos cinemas e na televisão. Recebeu revisões positivas da crítica especializada, que elogiou a boa filmagem do documentário, bem como suas cenas nos palcos; consequentemente, a produção foi nomeada na categoria Melhor Vídeo Musical Longo durante a 50ª cerimônia dos Prêmios Grammy, realizada em 2006. Obteve êxito comercial, alinhando-se entre os vinte álbuns mais comprados na Alemanha, na Bélgica, no Canadá, na França e na Suíça; enquanto que liderou as tabelas musicais na Espanha e na Itália. O DVD do documentário alcançou o topo das tabelas das duas últimas regiões citadas, bem como na Austrália, nos Estados Unidos, na Finlândia e em outras duas nações. Posteriormente, foi certificado como ouro na Alemanha, no Brasil e no Reino Unido, denotando vendas de vinte e cinco mil cópias na Alemanha e no Reino Unido. Além de trinta mil exemplares exportados no Brasil.

## Singles

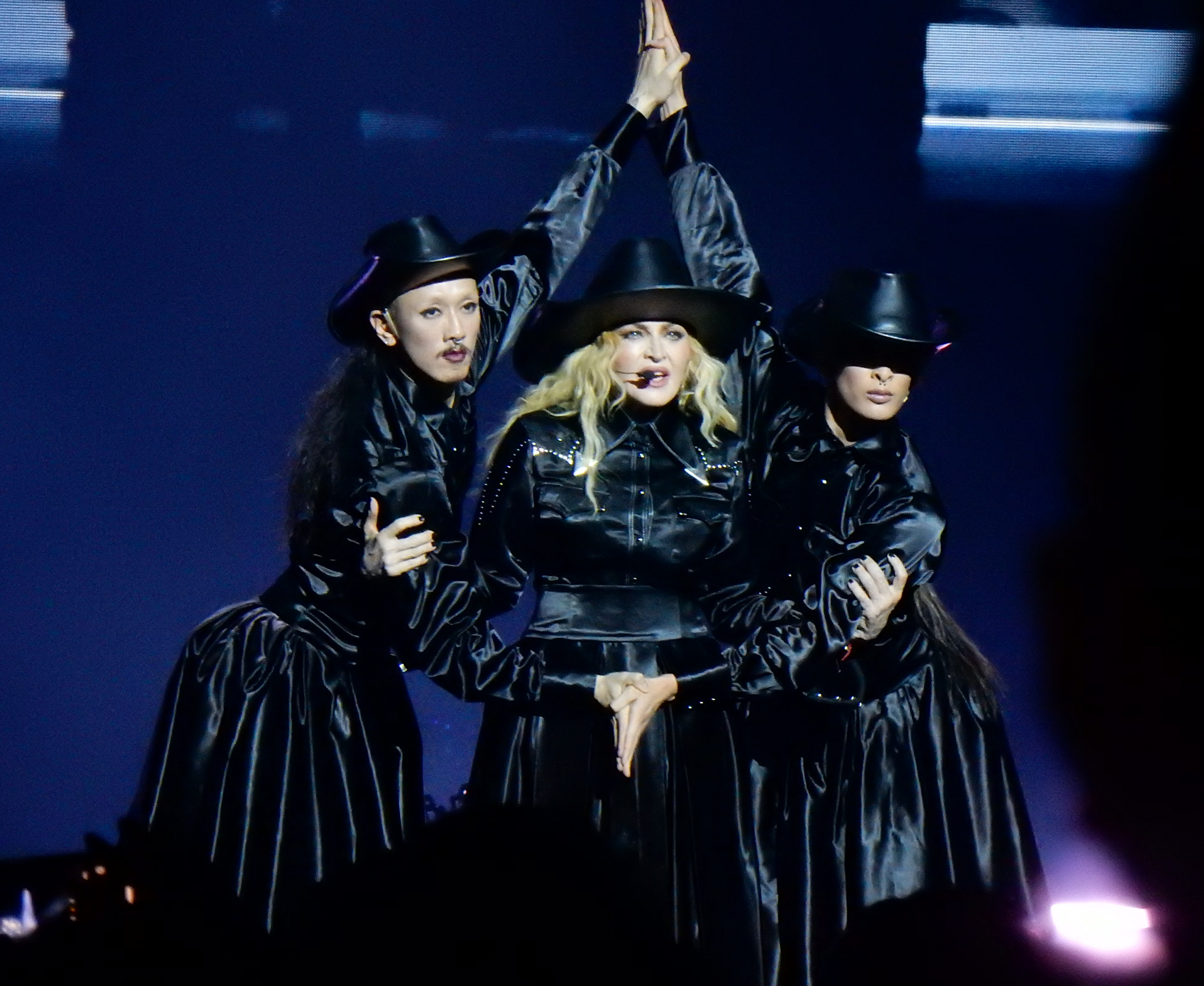
Madonna apresentando "Die Another Day" durante a The Celebration Tour (2023-2024).

Antes do lançamento da faixa homônima como a primeira música de trabalho, "Die Another Day" serviu como o primeiro single da trilha sonora do filme de mesmo nome. O tema estreou nas rádios estadunidenses em 9 de outubro de 2002, um dia depois do previsto após ser publicada ilegalmente na Internet. Mais tarde, foram lançados dois discos de vinil contendo cinco remixes da faixa; um CD single também foi comercializado, contendo um remix adicional. Seu vídeo musical correspondente foi dirigido pela equipe sueca Traktor e apresenta a intérprete como uma prisioneira numa câmara de tortura. Paralelamente, suas personalidades do bem e do mal lutam esgrima. Conforme a luta se torna mais agressiva, Madonna é mais executada pelos soldados. No final, a personalidade do mal morre com uma flecha e a cantora escapa da execução, fazendo uma metáfora de que o bem sempre vence o mal. Tornou-se o terceiro vídeo musical mais caro de todos os tempos, atrás de "Scream/Childhood", dueto de Michael Jackson e Janet Jackson; e "Judas", de Lady Gaga. O tema foi bem sucedido comercialmente, liderando as tabelas do Canadá, Espanha, Itália e Romênia e listando-se nas dez melhores em diversos territórios, como Alemanha, Áustria, Bélgica, Dinamarca, Noruega, Reino Unido, Suécia e Suíça. Nos Estados Unidos, atingiu a oitava colocação na Billboard Hot 100, rendendo a Madonna seu 35.º single nas dez primeiras colocações na parada — ficando apenas atrás de Elvis Presley, com 36 —, liderando ainda a genérica Hot Dance Club Songs.
A faixa-título foi lançada como o primeiro single de American Life em 24 de março de 2003. Foi recebida com negativação universal pelos críticos contemporâneos; com isto, a revista Blender nomeou-a como a décima pior canção de todos os tempos. Foram filmados dois vídeos musicais correspondentes a "American Life", ambos dirigidos por Jonas Åkerlund. O primeiro apresenta um desfile "anti-moda" com temática militar; a cantora o invade junto com suas companheiras dentro de um Mini Cooper, e atira uma granada de mão no então presidente George W. Bush, interpretado por um sósia. Entretanto, a estreia do vídeo foi interrompida devido a Guerra do Iraque, que aconteceu na época da estreia do vídeo musical. Foi substituído por uma segunda versão, que apresenta Madonna interpretando a faixa na frente de todas as bandeiras do mundo. Obteve sucesso comercial, classificando-se entre as dez músicas mais executadas na Alemanha, na Áustria, na Austrália, na Bélgica (região Flandres), na Espanha, na Finlândia, na França e na Irlanda, enquanto atingiu o topo das tabelas canadenses, dinamarquesas, italianas e suíças. Nos Estados Unidos, obteve desempenho mediano ao atingir a 37ª posição na Billboard Hot 100, enquanto liderou a Hot Dance Club Songs.
"Hollywood" serviu como o segundo single do disco, em 27 de março nas rádios estadunidenses, estreando nas nações europeias em 7 de julho. Seu vídeo musical foi dirigido por Jean-Baptiste Mondino e tem como tema principal as estrelas de Hollywood, e apresenta Madonna destacando os pontos bons e ruins do local. Ao longo do vídeo, ela aparece em cenas retratadas em locais como em uma sessão de massagem, um quarto de motel e uma conversa telefônica. Após o lançamento do trabalho, o filho do fotógrafo francês Guy Bourdin deu início a um processo que acusou a cantora de roubar o trabalho de seu pai, apresentando sequências que seriam semelhantes aos seus trabalhos feitos nos anos 1980. Depois de um acordo judiciário, o valor da ação foi estipulado em 600 mil dólares. Obteve sucesso comercial, listando-se entre as dez faixas mais executadas no Canadá, Espanha, na Itália e no Reino Unido. Nos Estados Unidos, tornou-se a primeira canção de Madonna a não entrar na Billboard Hot 100 ou na Bubbling Under Hot 100 Singles — extensão da primeira tabela citada —, apesar de ter culminado na Hot Dance Club Play.
"Nothing Fails" foi lançada como o terceiro foco de promoção de American Life em 27 de outubro. Em 8 do mês seguinte, foi lançado um disco de vinil para as rádios contendo oito remixes da faixa. Simultaneamente, foi editado um CD single contendo a mesma quantidade de remixes. Ao contrário do que havia sido noticiado por repórteres, "Nothing Fails" não teve um vídeo musical. Comercialmente, qualificou-se entre as dez canções mais executadas na Austrália, na Bélgica (região Flandres), Canadá e Itália, liderando as tabelas espanholas. Tornou-se o segundo single consecutivo do disco a não entrar na Billboard Hot 100; contudo, atingiu a liderança da Hot Dance Club Play.
"Love Profusion" foi lançada como o quarto e último single do álbum em 8 de dezembro de 2003. Posteriormente, foi editado um disco de vinil contendo sete remixes da obra. Seu vídeo musical foi dirigido por Luc Besson e estreou em 11 de fevereiro de 2004 no AOL's Fisrt View. Apresenta Madonna caminhando numa rua, cuja cena é intercalada com a cantora caminhando na areia e na água ao redor de flores e peixes. No final do vídeo, ela é coberta por "fadinhas". Teve um desempenho similar à sua antecessora, classificando-se entre as dez músicas mais executadas no Canadá e na Itália, liderando a tabela musical da Espanha. Tal como suas antecessoras, não entrou na Billboard Hot 100. No entanto, sua versão remixada por Thunderpuss liderou a genérica Hot Dance Club Play. "Nobody Knows Me" foi lançada de forma promocional nos Estados Unidos em 15 de outubro. Mais tarde, foram divulgados um maxi single e um disco de vinil com remixes da obra. Apesar de não ter sido lançada na Austrália, atingiu a 49ª posição na tabela ARIA Club Tracks. Por ter sido lançada como single promocional, não entrou na Billboard Hot 100. Entretanto, conseguiu a quarta posição como melhor na Hot Dance Club Play, e juntamente com "Nothing Fails", liderou a tabela Hot Dance Singles Sales.

## Créditos
Lista-se abaixo os profissionais envolvidos na elaboração de American Life, de acordo com o encarte do disco:
| - Madonna: vocais, vocais de apoio, produção - Mirwais Ahmadzaï: guitarra acústica, teclados, programação, vocais de apoio, produção - Mike "Spike" Stent: produção - Stuart Price: piano, sintetizadores, sequenciamento, programação - Michel Colombier: escrita, regência, arranjo de cordas - The London Community Gospel Choir: vocais de apoio - Monte Pittman: composição, guitarra - Jean Griffths: composição - Guy Sigsworth: composição | - George Foster: engenharia de cordas - Rob Haggett: assistência de engenharia - Tom Hannen: assistência de engenharia - Jeff Kanan: assistência de engenharia - Tim Lambert: assistência de engenharia - Gabe Sganga: assistência de engenharia - David Treahearn: assistência de engenharia - Tim Young: masterização - Craig McDean: fotografia |

## Lista de faixas
Todas as canções foram escritas e produzidas por Madonna e Mirwais Ahmadzaï, exceto onde indicado.
| American Life  |                     |                                     |                                     |         |  |
| N.º            | Título              | Compositor(es)                      | Produtor(es)                        | Duração |  |
| 1.             | "American Life"     |                                     |                                     | 4:58    |  |
| 2.             | "Hollywood"         |                                     |                                     | 4:24    |  |
| 3.             | "I'm So Stupid"     |                                     | Madonna Ahmadzaï Mark "Spike" Stent | 4:09    |  |
| 4.             | "Love Profusion"    |                                     |                                     | 3:38    |  |
| 5.             | "Nobody Knows Me"   |                                     |                                     | 4:39    |  |
| 6.             | "Nothing Fails"     | Madonna Guy Sigsworth Jem Griffiths | Madonna Ahmadzaï Stent              | 4:49    |  |
| 7.             | "Intervention"      |                                     |                                     | 4:54    |  |
| 8.             | "X-Static Process"  | Madonna Stuart Price                |                                     | 3:50    |  |
| 9.             | "Mother and Father" |                                     |                                     | 4:33    |  |
| 10.            | "Die Another Day"   |                                     |                                     | 4:38    |  |
| 11.            | "Easy Ride"         | Madonna Monte Pittman               |                                     | 5:05    |  |
| Duração total: | Duração total:      | Duração total:                      | Duração total:                      | 49:39   |  |

## Desempenho comercial
Em sua semana de lançamento, American Life debutou no topo da Billboard 200, dos Estados Unidos, com 241 mil cópias vendidas. Esse valor foi inferior ao álbum de estúdio anterior de Madonna, Music, que registrou vendas de 420 mil exemplares em sua semana de estreia; apesar disso, American Life foi o único álbum naquela semana a vender mais de 200 mil unidades. Também foi seu segundo disco consecutivo a debutar na liderança e seu quinto a alcançar essa posição. Na semana seguinte, as compras do produto diminuíram 62%, para 91 mil cópias, fazendo-o despencar do topo para o oitavo posto da parada. Sua comercialização continuou a regredir até desaparecer da tabela. Em setembro de 2003, após a apresentação da intérprete nos MTV Video Music Awards, o disco registrou um aumento de 19% em suas vendas, mas não voltou a aparecer na Billboard 200. Em 7 de julho de 2003, apenas alguns meses após seu lançamento, a Recording Industry Association of America (RIAA) condecorou-o com uma certificação de platina, significando uma distribuição superior a um milhão de unidades em território americano. No entanto, tornou-se o o
quarto álbum de estúdio com menor vendagem do catálogo de Madonna, superado por MDNA (2012), Rebel Heart (2015) e Madame X (2019), respectivamente. De acordo com um levantamento feito pela Nielsen SoundScan, o material vendeu cerca de 680 mil unidades na região até 2012. Finalizou 2003 como o 125º disco com melhor resultado no gráfico naquele ano, conforme divulgado pela Billboard. No Canadá, debutou no ápice, com vendas de 18 mil unidades, até 10 de maio de 2003. Segundo a SoundScan, a soma foi consideravelmente menor aos dois trabalhos anteriores de estúdio da artista — Ray of Light (1998) e Music (2000) — que estrearam com 59 mil e 50 mil cópias comercializadas, respectivamente. Foi eventualmente certificado com platina pela Music Canada (MC), pelo excedente de 80 mil exemplares na região.
No Reino Unido, o conjunto debutou no topo de sua tabela oficial de álbuns, com 75 mil cópias distribuídas, número muito inferior a quantia de estreia de Music, que registrou 100 mil unidades. Na semana seguinte, foi empurrado para a terceira posição, por Justified, de Justin Timberlake, e o álbum de The White Stripes, Elephant. Continuou seu movimento decrescente, caindo para o quinto posto em sua terceira atualização e ficou entre os dez primeiros em sua quinta. Oscilou na lista por por um total de dezenove semanas, ocupando o número 52 na contagem dos mais bem sucedidos naquele ano. Até julho de 2008, já havia sido adquirido mais de 335 mil vezes e foi qualificado platina pela British Phonographic Industry (BPI). Ao redor da Europa, o conjunto culminou nas tabelas da Áustria, Bélgica (Flandres e Valônia), Dinamarca, França, Itália, Noruega, Suécia e Suíça. Foi ainda agraciado com platina em países como França, Grécia, Países Baixos, Rússia e Suíça. A International Federation of the Phonographic Industry (IFPI) também concedeu uma certificação de platina a American Life, significando vendas de mais de um milhão de cópias em todo o continente.
No Japão, listou-se em quarto lugar como melhor na tabela de álbuns semanais da Oricon, permanecendo lá por treze semanas. Mais tarde, foi condecorado com platina pela Recording Industry Association of Japan (RIAJ), ao exportar 200 mil réplicas na nação. Na Austrália, debutou no terceiro posto da compilação organizada pelos ARIA Charts, antes de cair para o sexto na semana seguinte. Apesar disso, a Australian Recording Industry Association (ARIA) certificou o material com platina, reconhecendo 70 mil réplicas despachadas no território. De forma similar, estreou na vice-liderança na Nova Zelândia, descendo para o 19º lugar uma semana depois. Em âmbito global, foi o 32º álbum mais adquirido de 2003, de acordo com a listagem anualmente publicada pela IFPI, e mais de 5 milhões de exemplares foram faturados em sua totalidade.
| País — Tabela musical (2003)        | Posição de pico |
| ----------------------------------- | --------------- |
| Alemanha (GfK Entertainment Charts) | 1               |
| Austrália (ARIA Charts)             | 3               |
| Áustria (Ö3 Austria Top 40)         | 1               |
| Bélgica (Ultratop 40 de Valônia)    | 1               |
| Bélgica (Ultratop 50 de Flandres)   | 1               |
| Canadá (Canadian Albums Chart)      | 1               |
| Dinamarca (Hitlisten)               | 1               |
| Escócia (OCC)                       | 1               |
| Espanha (PROMUSICAE)                | 2               |
| Estados Unidos (Billboard 200)      | 1               |
| Europa (European Top 100 Albums)    | 1               |
| Finlândia (IFPI Finlândia)          | 1               |
| França (SNEP)                       | 1               |
| Grécia (IFPI Grécia)                | 2               |
| Hungria (MAHASZ)                    | 4               |
| Irlanda (IRMA)                      | 6               |
| Itália (FIMI)                       | 1               |
| Japão (Oricon)                      | 4               |
| Noruega (VG-lista)                  | 1               |
| Nova Zelândia (Recorded Music NZ)   | 2               |
| Países Baixos (MegaCharts)          | 3               |
| Polônia (ZPAV)                      | 4               |
| Portugal (AFP)                      | 10              |
| Reino Unido (UK Albums Chart)       | 1               |
| Suécia (Sverigetopplistan)          | 1               |
| Suíça (Schweizer Hitparade)         | 1               |

| País — Tabela musical (2003) | Posição de pico |
| ---------------------------- | --------------- |
| Argentina (CAPIF)            | 6               |
| Coreia do Sul (RIAK)         | 11              |

| País — Tabela musical (2003)      | Posição |
| --------------------------------- | ------- |
| Áustria (Ö3 Austria Top 40)       | 58      |
| Bélgica (Ultratop 50 de Flandres) | 30      |
| Bélgica (Ultratop 40 da Valônia)  | 21      |
| Dinamarca (Tracklisten)           | 49      |
| Estados Unidos (Billboard 200)    | 125     |
| Finlândia (IFPI Finlândia)        | 27      |
| França (SNEP)                     | 14      |
| Hungria (MAHASZ)                  | 47      |
| Itália (FIMI)                     | 35      |
| Países Baixos (MegaCharts)        | 63      |
| Reino Unido (UK Albums Chart)     | 52      |
| Suécia (Sverigetopplistan)        | 67      |
| Suíça (Schweizer Hitparade)       | 16      |
| País — Tabela musical (2004)      | Posição |
| Bélgica (Ultratop 40 da Valônia)  | 19      |
| França (SNEP)                     | 93      |

| Região                                                                                             | Certificação | Vendas     |
| -------------------------------------------------------------------------------------------------- | ------------ | ---------- |
| Alemanha (BVMI)                                                                                    | Platina      | 200 000^   |
| Austrália (ARIA)                                                                                   | Platina      | 70 000^    |
| Bélgica (BEA)                                                                                      | Platina      | 25 000*    |
| Brasil (Pro-Música Brasil)                                                                         | Platina      | 50 000*    |
| Canadá (Music Canada)                                                                              | Platina      | 100 000^   |
| Dinamarca (IFPI Dinamarca)                                                                         | Ouro         | 25 000^    |
| Estados Unidos (RIAA)                                                                              | Platina      | 680 000    |
| França (SNEP)                                                                                      | Platina      | 500 000    |
| Grécia (IFPI Grécia)                                                                               | Ouro         | 10 000^    |
| Hungria (MAHASZ)                                                                                   | Platina      | 20 000^    |
| Japão (RIAJ)                                                                                       | Platina      | 200 000^   |
| Países Baixos (NVPI)                                                                               | Ouro         | 40 000^    |
| Reino Unido (BPI)                                                                                  | Platina      | 335 115    |
| Rússia (2M)                                                                                        | Platina      | 20 000*    |
| Suécia (GLF)                                                                                       | Platina      | 30 000^    |
| Suíça (IFPI Suíça)                                                                                 | Platina      | 40 000^    |
| Resumos                                                                                            |              |            |
| Europa (IFPI)                                                                                      | Platina      | 1 000 000* |
| Mundo                                                                                              | —            | 5 000 000  |
| *números de vendas baseados somente na certificação ^distribuições baseadas apenas na certificação |              |            |

## Histórico de lançamento
| País           | Data                | Formato              | Gravadora    |
| -------------- | ------------------- | -------------------- | ------------ |
| Estados Unidos | 21 de abril de 2003 | CD, download digital | Warner Bros. |
| Reino Unido    | 21 de abril de 2003 | CD, download digital | Warner Bros. |
| Austrália      | 21 de abril de 2003 | CD, download digital | Warner Bros. |
| Países Baixos  | 21 de abril de 2003 | CD, download digital | Warner Bros. |
| França         | 21 de abril de 2003 | CD, download digital | Warner Bros. |
| Itália         | 21 de abril de 2003 | CD, download digital | Warner Bros. |
| França         | 21 de abril de 2003 | CD, download digital | Warner Bros. |
| Finlândia      | 21 de abril de 2003 | CD, download digital | Warner Bros. |
| Eslováquia     | 21 de abril de 2003 | CD, download digital | Warner Bros. |
| Nova Zelândia  | 21 de abril de 2003 | CD, download digital | Warner Bros. |
| Canadá         | 22 de abril de 2003 | CD, download digital | Warner Bros. |
| Brasil         | 22 de abril de 2003 | CD, download digital | Warner Bros. |
| Japão          | 22 de abril de 2003 | CD, download digital | Warner Bros. |
| Alemanha       | 22 de abril de 2003 | CD, download digital | Warner Bros. |
| Hungria        | 22 de abril de 2003 | CD, download digital | Warner Bros. |
| Rússia         | 23 de abril de 2003 | CD, download digital | Warner Bros. |
| Espanha        | 23 de abril de 2003 | CD, download digital | Warner Bros. |
| México         | 23 de abril de 2003 | CD, download digital | Warner Bros. |
| Portugal       | 23 de abril de 2003 | CD, download digital | Warner Bros. |
| Europa         | 19 de maio de 2003  | Vinil                |              |